# Meleon
Meleon là một chi nhện trong họ Salticidae.